# Taxi, meneer?
Taxi, meneer? is een hoorspel van Frank Herzen. De VARA zond het uit op zaterdag 19 mei 1973, als achtste in een serie Spelen over een Nederlandse stad, Waaldrecht. De regisseur was Ad Löbler. Het hoorspel duurde 39 minuten.

## Rolbezetting
- Tonny Foletta (Willem Barnhoorn)
- Fé Sciarone (Agnes, z’n vrouw)
- Robert Borremans (Roger Lejeune)
- Eva Janssen (Bep de Roos)
- Paul van der Lek (dokter Koelewijn)
- Hans Veerman (dokter Van Os)
- Gerrie Mantel (de verpleegster)
- Kommer Kleijn (de priester)
- Joop van der Donk (De Vries)
- Joke Hagelen, Jan Wegter, Jan Verkoren & Cees van Ooyen (verdere medewerkenden)

## Inhoud
Rogert belt Agnes op, omdat hij haar wil spreken, maar zij maakt hem kordaat duidelijk dat het uit is tussen hen. Roger gaat haar man Willem opzoeken die als taxichauffeur aan het station staat te wachten. Eens kijken of hij nog klanten wil wegbrengen…